# Moreno morenoi
Espèce
Moreno morenoi est une espèce d'araignées aranéomorphes de la famille des Prodidomidae.

## Distribution
Cette espèce est endémique de la province de Buenos Aires en Argentine,. Elle se rencontre dans la Sierra de la Ventana.

## Description
La femelle holotype mesure 3 mm.
La femelle décrite par Platnick, Shadab et Sorkin en 2005 mesure 2,62 mm

## Systématique et taxinomie
Cette espèce a été décrite par Mello-Leitão en 1940.

## Étymologie
Cette espèce est nommée en l'honneur de Francisco Moreno.

## Publication originale
- Mello-Leitão, 1940 : « Arañas de la provincia de Buenos Aires y de las gobernaciones de La Pampa, Neuquén, Río Negro y Chubut. » Revista del Museo de La Plata Nueva Serie, Sección Zoología, vol. 2, no 9, p. 3-62.